# Jie Kuang-fu
Jie Kuang-fu (čínsky pchin-jinem Yè Guāngfù, znaky: 叶光富; * 1. září 1980, Čcheng-tu, provincie S'-čchuan) je čínský vojenský pilot a kosmonaut – 574. člověk ve vesmíru. Ke svému prvnímu letu se vydal v říjnu 2021 v lodi Šen-čou 13 a půl roku strávil na Vesmírné stanici Tchien-kung (TSS), stejně jako při svém druhém letu v lodi Šen-čou 18 v roce 2024. Je prvním a dosud jediným z čínských kosmonautů, který ve vesmíru při svých letech strávil celý jeden rok. 

## Kosmonaut

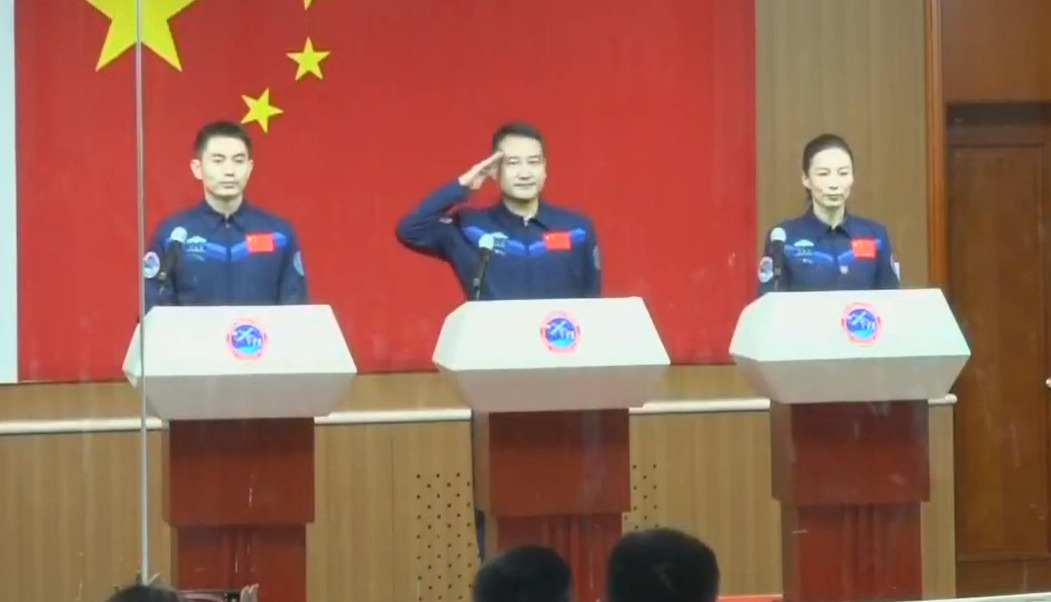
Posádka mise Šen-čou 13, Jie Kuang-fu je veprostřed

Původní profesí pilot letectva Čínské lidové osvobozenecké armády byl v roce 2010 vybrán mezi kosmonauty. V červnu 2021 byl oznámen jeho výběr do náhradní posádky lodi Šen-čou 12, první pilotované mise čínské Vesmírné stanici Tchien-kung (TSS).

### 1. kosmický let – Šen-čou 13
V říjnu 2021 pak bylo den před plánovaným startem oznámeno zařazení Jie do hlavní posádky lodi Šen-čou 13 při její půlroční misi k Vesmírné stanici Tchien-kung (TSS). Loď odstartovala 15. října 2021 v 16:23:56 UTC a o šest a půl hodiny se připojila ke stanici. Jie se dvěma dalšími kosmonauty bude pokračuje v uvádění TSS do běžného provozu a přípravě na připojení dalších dvou modulů. Při tom se zúčastnil výstupu do volného prostoru o délce 6 hodin a 11 minut, který se odehrál 26. prosince 2021 a Jie spolu s velitelem mise Čaj Č’-kangem mimo jiné nainstalovali na robotické rameno stanice plošinu pro připoutání nohou a vyzkoušeli různé metody pohybu objektů vně stanice, a to právě pomocí robotického ramene. Posádka se ve své lodi oddělila od stanice 15. dubna 2022 v 16:44 UTC a po pěti obletech a příslušných orbitálních manévrech přistála v čínské oblasti Vnitřní Mongolsko 16. dubna 2022 v 01.56:49 UTC. Dosud nejdelší let v historii čínské kosmonautiky tak trval 182 dní, 9 hodin a 33 minut.

### 2. kosmický let – Šen-čou 18
I zařazení do posádku 2. letu bylo oznámeno den před startem z kosmodromu Ťiou-čchüan. Ten se uskutečnil 25. dubna 2024. Šen-čou 18 se poté po 6 hodinách letu připojila k jádrovému modulu Tchien-che Vesmírné stanice Tchien-kung (TSS). Trojice kosmonautů – vedle Jie také Li Cchung a Li Kuang-su – po nezbytných testech a otevření poklopů vstoupila na palubu stanice, kde po odletu předchozí posádky stráví následujících 6 měsíců.
Během mise provedou asi 90 vědeckých experimentů a výzkumů v oblastech základní fyziky mikrogravitace, vědy o vesmírných materiálech, vesmírné vědy o životě, leteckého lékařství a letecké technologie. Budou také zajišťovat údržbu stanice včetně 2 až 3 výstupů do volného vesmíru.
První výstup do volného prostoru během tohoto letu – a svůj v pořadí druhý – Jie podnikl 28. května 2024 mezi 02:35 a 10:58 UTC. Spolu s kosmonautem Li Kuang-su během 8 hodin a 23 minut mimo jiné instalovali zařízení na ochranu před kosmickým odpadem. Spolu s výstupem během předchozího letu Jie strávil ve volném prostoru 14 hodin a 34 minut. 
Podruhé se Jie mimo bezpečí stanice vydal s operátorem Li Kuang-su 3. července 2024 od 08:19 do 14:51 UTC. Pokračovali v instalaci ochrany před vesmírným odpadem, přičemž na modulu Wen-tchien zabezpečili venkovní kabely, potrubí a další kritické součásti vybavení. Celková doba Jieho tří výstupů se zvýšila na 21 hodin a 6 minut. 
Jie 25. srpna 2024 jako první z čínských kosmonautů strávil 300. den pobytu na oběžné dráze Země a svůj druhý pobyt na TSS dokončil jako první Číňan, který na oběžné dráze strávil při svých letech více než jeden celý rok (hranici 365 dní překonal 25. října 2024). Na Zemi se vrátil 3 listopadu 2024, kdy s oběma kolegy přistál v přistávací oblasti Dongfeng v čínské provincii Vnitřní Mongolsko.